# TV Metropolis
TV Metropolis, en serbe cyrillique ТВ Метрополис, est une chaîne de télévision locale serbe dont le siège est à Belgrade, la capitale du pays. Elle est spécialisée dans le domaine de la musique. Son directeur général, Milinko Veličković, la définit comme essentiellement « moderne » ; de ce fait, elle s'intéresse également à la mode, à internet, au multimédia, etc.. Elle diffuse aussi des films.
TV Metropolis émet dans la région de Belgrade.